# Icking
Icking – miejscowość i gmina w Niemczech, w kraju związkowym Bawaria, w rejencji Górna Bawaria, w regionie Oberland, w powiecie Bad Tölz-Wolfratshausen. Leży około 25 km na północny zachód od Bad Tölz, nad Izarą, przy autostradzie A95, drodze B11 i linii kolejowej Monachium – Wolfratshausen.

## Dzielnice
- Attenhausen
- Dorfen
- Icking
- Irschenhausen
- Walchstadt

## Polityka
Wójtem gminy jest Margit Menrad z UB, rada gminy składa się z 16 osób.
|      | CSU | SPD | PWG | Zieloni | UB | Ickinger Initiative | FDP | Razem |
| 2008 | 3   | 1   | 3   | 2       | 5  | 2                   | –   | 16    |
| 2002 | 4   | 2   | 3   | 1       | 3  | 2                   | 1   | 16    |